# 창러구

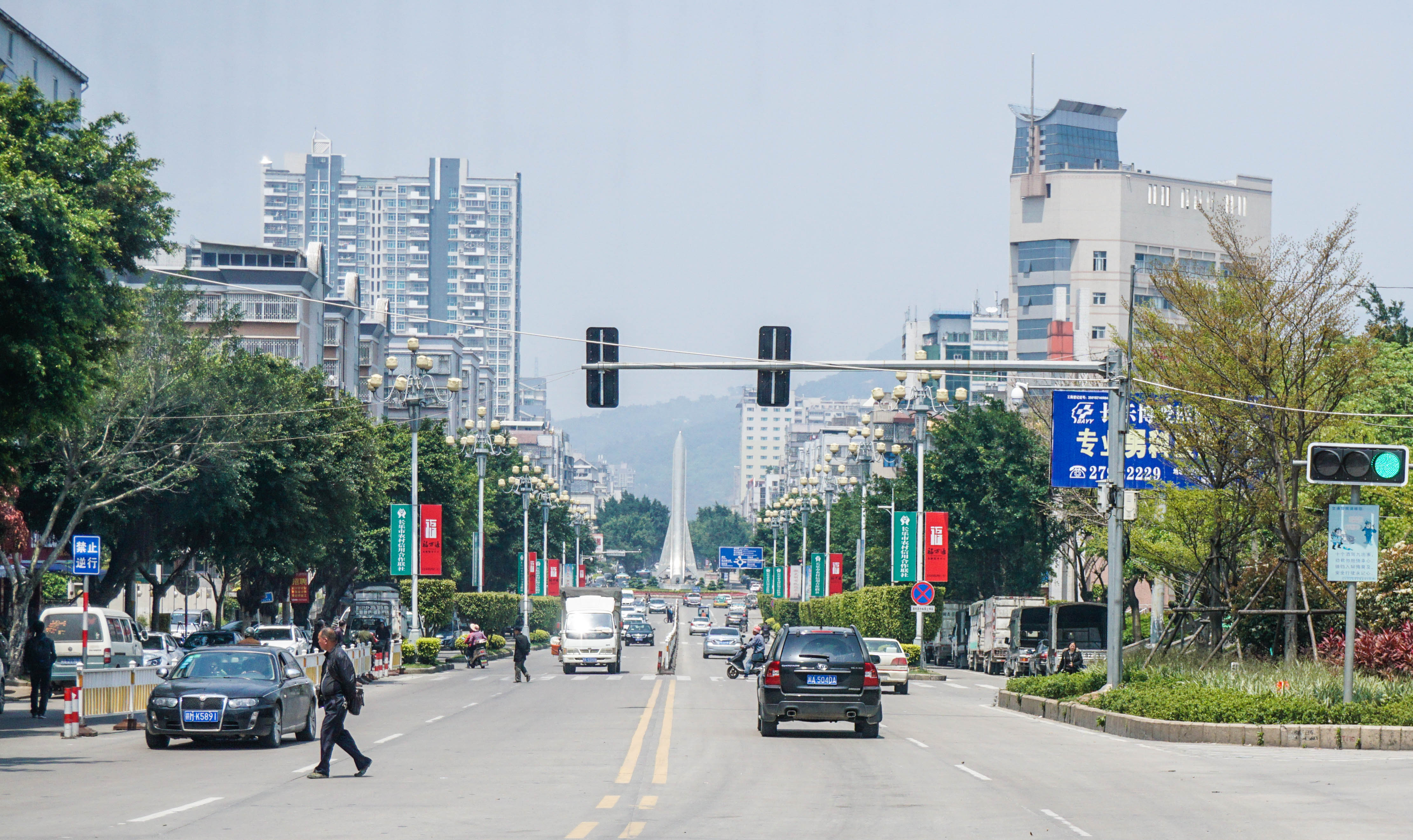

창러구(중국어 간체자: 长乐区, 정체자: 長樂區, 병음: Chánglè Qū)는 중화인민공화국 푸젠성 푸저우시의 구급 행정 구역이다. 넓이는 658km2이고, 인구는 2018년 기준으로 약 73.9만명이다.
창러는 타이완 해협을 사이에 두고 타이완과 마주하고 있으며 민강을 통해 마웨이 경제기술구와 연결되어 있다. 푸저우 시내에서 외곽으로 30km 떨어진 곳에 위치한다. 창러의 총 인구는 68만 명이며 화교의 수가 40만에 달한다.

## 역사
창러는 당나라 때인 623년에 설치되었다. 1994년 2월 18일을 기해 현급시인 창러시(한국어: 장락시, 중국어 간체자: 长乐市, 정체자: 長樂市, 병음: Chánglè Shì)가 되었고 2017년 8월을 기해 창러구가 되었다.

## 기후
연평균 기온은 19.2 °C이고 연평균 강수량은 1383mm이다.
| Changle (1981−2010)의 기후                     | Changle (1981−2010)의 기후 | Changle (1981−2010)의 기후 | Changle (1981−2010)의 기후 | Changle (1981−2010)의 기후 | Changle (1981−2010)의 기후 | Changle (1981−2010)의 기후 | Changle (1981−2010)의 기후 | Changle (1981−2010)의 기후 | Changle (1981−2010)의 기후 | Changle (1981−2010)의 기후 | Changle (1981−2010)의 기후 | Changle (1981−2010)의 기후 | Changle (1981−2010)의 기후 |
| 월                                             | 1월                        | 2월                        | 3월                        | 4월                        | 5월                        | 6월                        | 7월                        | 8월                        | 9월                        | 10월                       | 11월                       | 12월                       | 연간                       |
| ---------------------------------------------- | -------------------------- | -------------------------- | -------------------------- | -------------------------- | -------------------------- | -------------------------- | -------------------------- | -------------------------- | -------------------------- | -------------------------- | -------------------------- | -------------------------- | -------------------------- |
| 역대 최고 기온 °C (°F)                         | 27.5 (81.5)                | 27.7 (81.9)                | 31.6 (88.9)                | 33.2 (91.8)                | 35.1 (95.2)                | 36.5 (97.7)                | 38.0 (100.4)               | 37.6 (99.7)                | 37.8 (100.0)               | 34.4 (93.9)                | 32.0 (89.6)                | 29.0 (84.2)                | 38.0 (100.4)               |
| 일평균 최고 기온 °C (°F)                       | 14.8 (58.6)                | 14.8 (58.6)                | 17.5 (63.5)                | 22.3 (72.1)                | 26.2 (79.2)                | 29.5 (85.1)                | 32.8 (91.0)                | 32.3 (90.1)                | 29.3 (84.7)                | 25.5 (77.9)                | 21.7 (71.1)                | 17.1 (62.8)                | 23.7 (74.6)                |
| 일일 평균 기온 °C (°F)                         | 11.0 (51.8)                | 11.2 (52.2)                | 13.5 (56.3)                | 18.1 (64.6)                | 22.4 (72.3)                | 25.9 (78.6)                | 28.7 (83.7)                | 28.5 (83.3)                | 25.8 (78.4)                | 22.0 (71.6)                | 18.0 (64.4)                | 13.2 (55.8)                | 19.9 (67.7)                |
| 일평균 최저 기온 °C (°F)                       | 8.5 (47.3)                 | 8.7 (47.7)                 | 10.9 (51.6)                | 15.1 (59.2)                | 19.7 (67.5)                | 23.3 (73.9)                | 25.6 (78.1)                | 25.7 (78.3)                | 23.2 (73.8)                | 19.2 (66.6)                | 15.2 (59.4)                | 10.4 (50.7)                | 17.1 (62.8)                |
| 역대 최저 기온 °C (°F)                         | 0.1 (32.2)                 | −0.2 (31.6)                | −0.4 (31.3)                | 6.4 (43.5)                 | 10.7 (51.3)                | 15.2 (59.4)                | 20.1 (68.2)                | 21.7 (71.1)                | 16.2 (61.2)                | 9.7 (49.5)                 | 4.8 (40.6)                 | −1.1 (30.0)                | −1.1 (30.0)                |
| 평균 강수량 mm (인치)                          | 47.7 (1.88)                | 82.2 (3.24)                | 127.2 (5.01)               | 144.9 (5.70)               | 167.3 (6.59)               | 214.2 (8.43)               | 133.2 (5.24)               | 215.6 (8.49)               | 188.8 (7.43)               | 53.0 (2.09)                | 44.4 (1.75)                | 31.9 (1.26)                | 1,450.4 (57.11)            |
| 평균 상대 습도 (%)                             | 76                         | 79                         | 81                         | 80                         | 82                         | 84                         | 80                         | 80                         | 80                         | 76                         | 74                         | 74                         | 79                         |
| 출처: China Meteorological Data Service Center |                            |                            |                            |                            |                            |                            |                            |                            |                            |                            |                            |                            |                            |

## 교통
푸저우 창러 국제공항은 주요 공항으로 창러의 장항 가도(漳港街道)에 위치해있다. 이 공항은 푸젠 북부 전역을 운행하고 국내외로 가는 많은 정기 항공편이 있다. 푸저우-샤먼 고속도로가 창러를 통과한다.

## 지역 언어
비록 만다린이 학교 같은 곳에서 더 공식적인 언어로 사용되기는 하지만 대부분의 주민들은 만다린어와 푸저우화 모두 유창하게 사용한다. 교육 수준이 높은 사람들은 표준 만다린어를 더 잘 구사한다.
많은 창러의 토착민들은 만다린과 푸퉁화를 둘 다 사용할 수 있다. 그러나 학교에서는 때로는 강압적으로 만다린을 가르치고 있다. 이곳은 푸저우화의 전형을 볼 수 있는 곳이다. 나이든 세대의 만다린은 푸저우화의 강한 억양 때문에 첫머리의 z와 zh, c와 ch, s와 sh 및 끝머리의 n과 ng 발음을 구별할 수 없다.
푸저우화는 정부의 언어 표준화 정책 때문에 사멸 위기에 직면해있다. 많은 지역민들은 이것이 문화적 정체성을 잃어버리는 원인이 될 것이라고 믿는다. 비록 푸저우화가 창러 지역의 대부분 사람들이 말하는 언어 중 하나로 남아있을 것이라 예상되기는 하지만 주로 나이든 세대에서 사용된다. 비록 젊은 세대들이 그들의 환경과 가족 때문에 푸저우화를 상당히 유창하게 구사하지만 세대를 거치면서 푸저우화를 유사하게 구사하는 사람의 수는 계속 줄어들 것이다. 지역 방언은 창러우시보다 주변의 농촌 지역에서 더 강하게 나타나며 여전히 지배적인 언어이다.

## 중화민국과의 관계
중화민국의 쥐광 향은 원래 창러의 영역이었다. 중화민국은 처음에는 창러 현 정부를 이들 지역으로 옮겨 운영하다가 1958년에 롄장 현에 편입시켰다.

## 행정 구역
4개 가도, 12개 진, 2개 향을 관할한다.
- 가도: 오항 가도(吳航街道), 항성 가도(航城街道), 장항 가도(漳港街道), 영전 가도(營前街道).
- 진: 수점진(首占鎭), 옥전진(玉田鎭), 송하진(松下鎭), 강전진(江田鎭), 고괴진(古槐鎭), 문무사진(文武砂鎭), 학상진(鶴上鎭), 호남진(湖南鎭), 김봉진(金峰鎭), 문령진(文嶺鎭), 매화진(梅花鎭), 담두진(潭頭鎭).
- 향: 나련향(羅聯鄕), 후서향(猴嶼鄕).